# Fred Warner (Footballspieler)
Federico Anthony „Fred“ Warner (* 19. November 1996 in San Marcos, Kalifornien) ist ein US-amerikanischer American-Football-Spieler auf der Position des Linebackers. Er spielt für die San Francisco 49ers in der National Football League (NFL).

## Highschool
Warner ging auf die Mission Hills High School in San Marcos. Während seiner Zeit auf der Highschool gewann er unter anderem die Auszeichnung des Avocado East League Defensive Player of the Year und die des All-San Diego Section Defensive Player of the Year. Außerdem wurde er in das USA Today All-California First Team und in das Cal-Hi Sports All-State First Team berufen.
Am 5. Februar 2014 verpflichtete er sich der Brigham Young University, um für das dortige College Football Programm zu spielen.

## College
In seiner ersten Saison gelangen Warner 24 Tackles und eine Interception, die er gegen Boise State für einen Touchdown retounierte. Aufgrund einer Rückenverletzung verpasste er die letzten drei Saisonspiele. In seinem zweiten Jahr wurde er zum Stammspieler und ihm gelangen 66 Tackles, 12 Tackles mit Raumverlust, 4 Quarterback-Sacks, 2 Interceptions und 4 eroberte Fumbles.  In seinem dritten Jahr verzeichnete er 86 Tackles, dazu 2 erzwungene Fumbles, 6 verhinderte Pässe und 3 Interceptions, von denen er eine zu einem Touchdown zurücktrug – erneut gegen Boise State. Vor seiner vierten Saison wurde er zum Mannschaftskapitän ernannt und in dieser letzten Saison gelangen ihm noch einmal 87 Tackles, 5 verhinderte Pässe, eine Interception und ein erzwungener Fumble.

## NFL
Warner wurde an 70. Stelle im NFL-Draft 2018 von den San Francisco 49ers ausgewählt. Am 13. Juni 2018 unterschrieb er den Vierjahresvertrag über insgesamt 3,98 Millionen US-Dollar.
In der Saisonvorbereitung konkurrierte er mit Brock Coyle um die Position des Middle Linebackers. Er gab sein NFL-Debüt im Auftaktspiel gegen die Minnesota Vikings, in dem ihm 12 Tackles, ein verhinderter Pass und ein erzwungener Fumble gelangen. Warner bestritt alle 16 Spiele und beendete die Saison mit 124 Tackles, doch die 49ers gewannen nur 4 Spiele und verpassten die Playoffs.
In seiner zweiten Saison hatte er erneut die meisten Tackles seines Teams (118), dazu 3 Quarterback-Sacks, 3 erzwungene Fumbles, 9 verhinderte Pässe und eine Interception. Für seine Leistungen im November 2019 erhielt er die Auszeichnung des NFC Defensive Player Of The Month. Die 49ers gewannen 13 ihrer 16 Spiele und qualifizierten sich für die Playoffs, wo sie es bis in den Super Bowl schafften. In diesem Spiel, das die 49ers 20:31 gegen die Kansas City Chiefs verloren, gelang Warner eine Interception.
Im Juli 2021 erhielt er eine Vertragsverlängerung über 5 Jahre. Die Verlängerung hat einen Wert von 95 Millionen US-Dollar, wovon 40,5 Millionen garantiert sind. Damit wurde er zum höchstbezahlten Inside Linebacker der Ligageschichte, bevor Darius Leonard seinen Vertrag bei den Indianapolis Colts verlängerte. Mit den 49ers erreichte er 2021 das NFC Championship Game, welches sie mit 17:20 gegen die Los Angeles Rams verloren.

## Persönliches
Warner ist der Sohn von Fred und Laura Warner. Er hat zwei Geschwister. Sein jüngerer Bruder Troy ist ebenfalls Footballspieler, auf der Position des Safety, und spielte ebenfalls für BYU. Derzeit steht er bei den Tampa Bay Buccaneers im Practice Squad unter Vertrag.